# Ewald Schwarzkopf
Ewald Schwarzkopf († 1944) war ein deutscher Buchhändler und Verleger.

## Leben und Wirken
Nach Schulabschluss schlug er eine Ausbildung zum Buchhändler ein. Er war zunächst Buchhandlungsgehilfe und übernahm dann die Leitung der Versandbuchhandlung Licht im Osten. Diese stand in enger Beziehung zum Missionsbund zur Ausbreitung des Evangeliums unter den Völkern des Ostens. Der Missionsbund Licht im Osten war am 10. März 1920 von Jakob Kroeker und Walter Jack in Wernigerode gegründet worden und widmete sich von dort aus zunächst der christlichen Missionierung unter den ca. 2,5 Millionen damals noch in Deutschland befindlichen russischen Kriegsgefangenen und Internierten.
In seinem Verlag erschien u. a. die monographische Schriftenreihe Das Evangelium im Osten im Auftrag des Missionsbundes „Licht im Osten“, herausgegeben von Joachim Müller. Daneben veröffentlichten in seinem Verlag auch aus Osteuropa stammende evangelische Theologen wie Jvan Venjammovič Kargel'. Außerdem gab Schwarzkopf seit 1935 auch den Kalender Dein Reich komme heraus, der aus 24 Halbmonatsblättern bestand, die als 48 Postkarten versandt werden konnten.
Nach Ausbruch des Zweiten Weltkrieges erhielt er die Einberufung zum Militärdienst. Er fiel im Frühjahr 1944.